# Microdesmus africanus
Microdesmus africanus är en fiskart som beskrevs av Dawson, 1979. Microdesmus africanus ingår i släktet Microdesmus och familjen Microdesmidae. Inga underarter finns listade i Catalogue of Life.